# ادونچر (کشتی)
ادونچر (کشتی) (به انگلیسی: Adventure (ship)) یک کشتی است که طول آن ۵۰ فوت (۱۵ متر) می‌باشد. این کشتی در سال ۱۷۹۲ ساخته شد.